# Gălăbinți, Iambol
Gălăbinți (în bulgară Гълъбинци) este un sat în comuna Tundja, regiunea Iambol,  Bulgaria. 

## Demografie
Componența etnică a satului Gălăbinți
     Romi (1,09%)
     Bulgari (96,7%)
     Nicio identificare (1,64%)
     Altele (0,54%)
La recensământul din 2011, populația satului Gălăbinți era de 364 locuitori. Din punct de vedere etnic, majoritatea locuitorilor (96,7%) erau bulgari, cu o minoritate de romi (1,09%). Pentru 1,64% din locuitori nu este cunoscută apartenența etnică.